# 湖内区

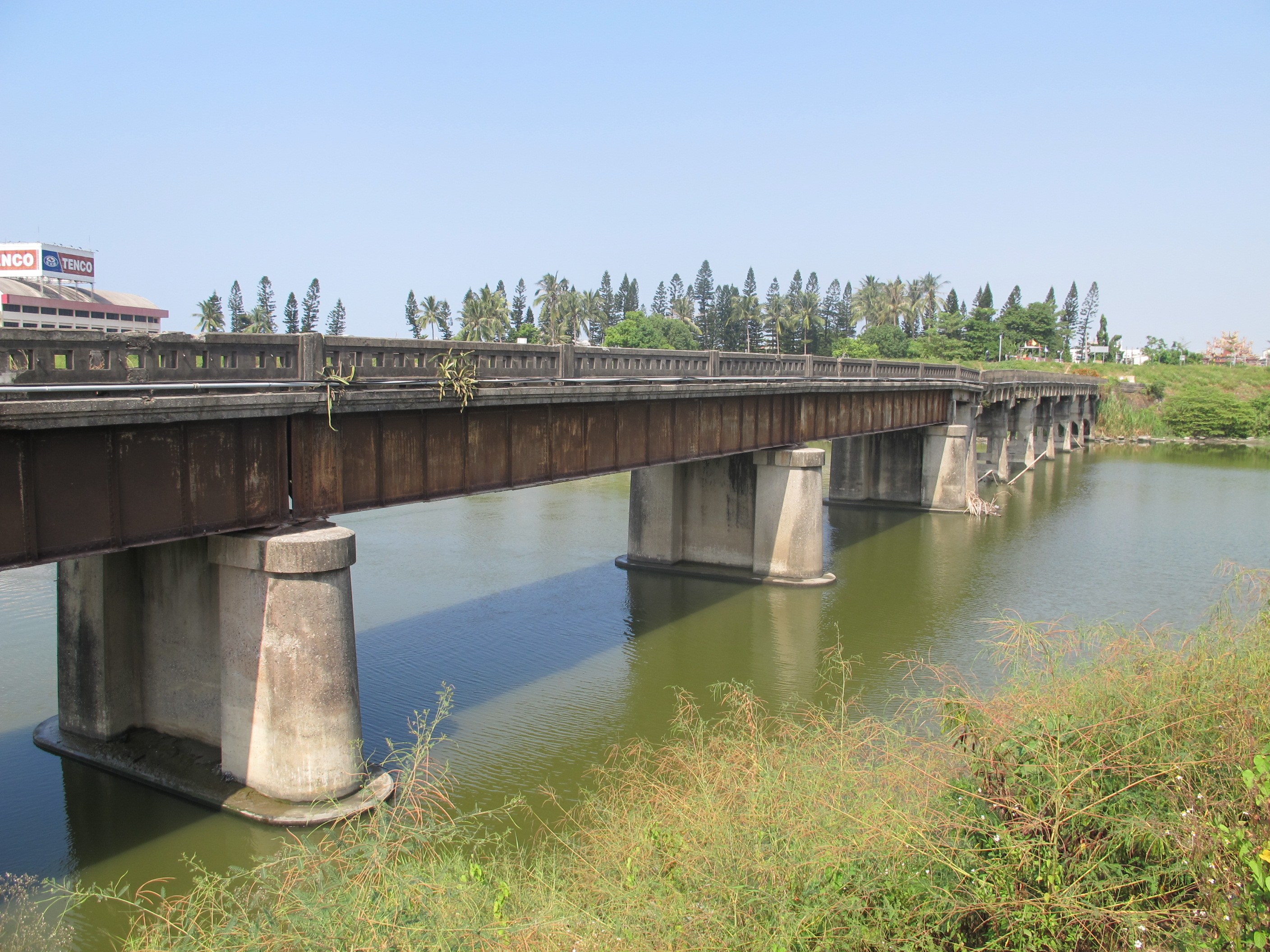
湖内区側から望む旧二層行橋。二仁渓の対岸は台南市仁徳区

湖内区（フーネイ/こない-く）は、高雄市の市轄区。

## 地理
湖內区は高雄市北西部に位置し、北は二層行渓を隔てて台南市南区、仁徳区と、西は茄萣区と、東南は路竹区にそれぞれ接している。夏季は高温多湿であり、冬季は温暖で乾燥した気候となっている。

## 行政区
| 地区     | 里                             |
| -------- | ------------------------------ |
| 大湖     | 大湖里、田尾里、湖内里、湖東里 |
| 海埔     | 海埔里、海山里、劉家里         |
| 太爺     | 太爺里、公舘里、葉厝里         |
| 文中逸賢 | 文賢里、中賢里、逸賢里         |
| 忠興     | 忠興里                         |

## 歴代区長
| 代 | 氏名 | 退任日 |
| -- | ---- | ------ |

## 教育

### 技術学院
- 東方技術学院

### 国民中学
- 高雄市立湖内国民中学

### 国民小学
- 高雄市立三侯国民小学
- 高雄市立大湖国民小学
- 高雄市立明宗国民小学
- 高雄市立文賢国民小学
- 高雄市立海埔国民小学

## 交通

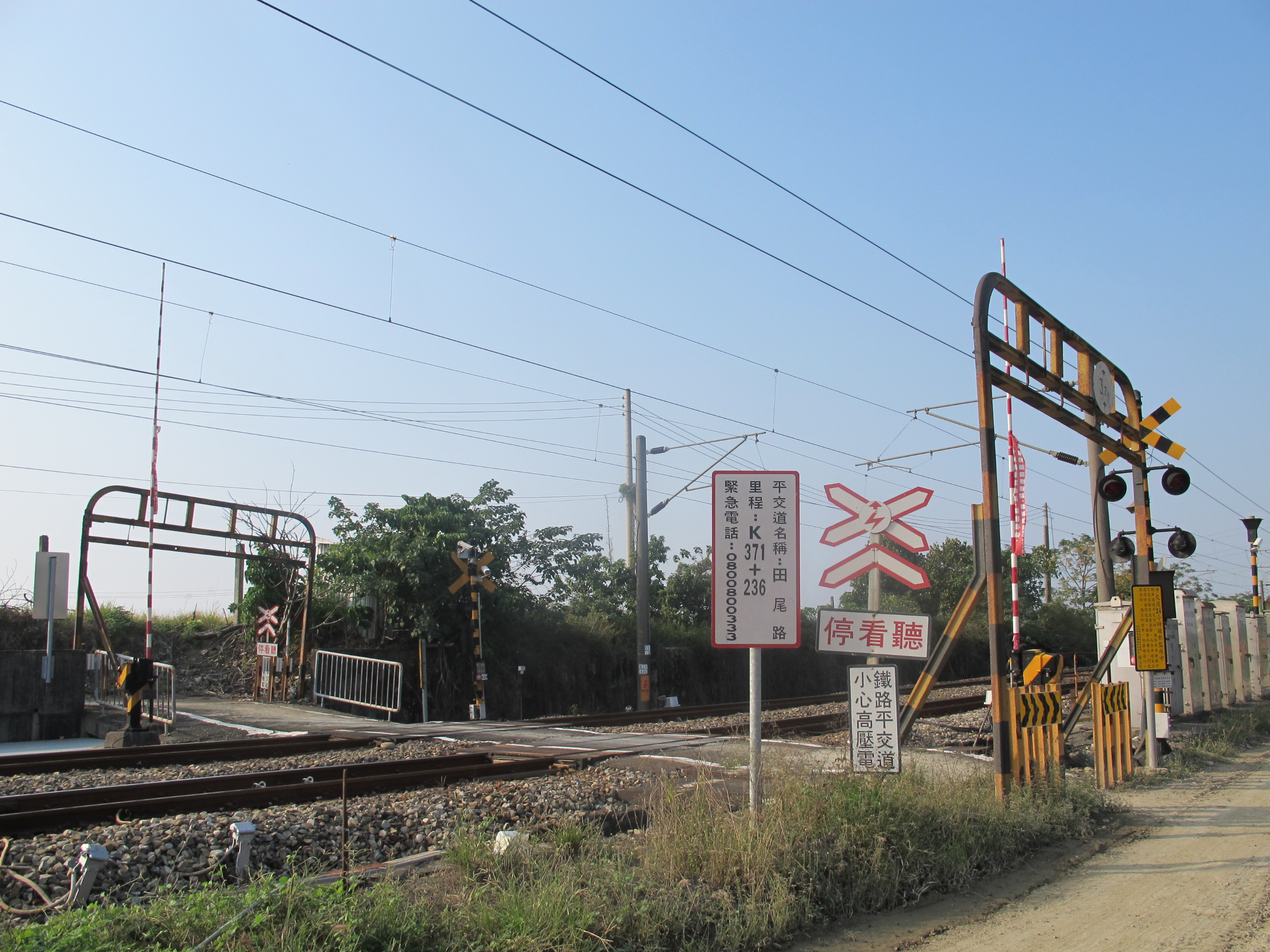
台鉄縦貫線の田尾路踏切

| 種別 | 路線名称 | その他   |
| ---- | -------- | -------- |
| 省道 | 台1線    |          |
| 省道 | 台17線   |          |
| 省道 | 台17甲線 |          |
| 省道 | 台28線   | 旗六公路 |

## 観光
- 明寧靖王墓
- 慈済宮
- 新瑞都遺跡
- 大湖碧湖宮
- 大湖長寿宮
- 大湖観音亭
- 旧台湾糖業鉄道本州線